# Florian Josef Bahr
Florian Josef Bahr, čínsky 魏繼晉 / 魏继晋, Wèi Jìjìn, (16. srpna 1706 ve Falkenbergu – 7. června 1771 v Pekingu) byl jezuitský kněz a misionář.

## Životopis
Narodil se v Horním Slezsku do rodiny varhaníka. Nejprve v Brně studoval filozofii, 9. října 1726 vstoupil do jezuitského řádu, kde vyučoval latinu na koleji v Lehnici. V roce 1736 zahájil teologická studia v Olomouci a později se se svými spolubratry vydal na misii do Číny.
Do Číny dorazili v roce 1739 na dvůr císaře Čchien-lunga. V roce 1741 vydal první životopis sv. Jana Nepomuckého v čínštině pod názvem Šeng Žuo-wang Nie-po-mu čuan. Byli přijati jako učitelé hudby pro císařské prince, vzhledem k tomu, že jezuité zde měli především misionářské poslání, museli se záhy z těchto povinností vyvázat a přesunuly se do misijního a farní centra Sv. Josef v Baoxixian. Zde Bahr udržoval kontakt s Mariií Theresií von Fugger, tato korespondence dodnes platí za významný pramen k poznání jezuitské misie v Číně.
V roce 1748 se vrátil do Pekingu, kde se na jezuitské koleji opět věnoval vyučování. Vedle toho na přání císaře pracoval na pětijazyčném slovníku čínsko-německo-francouzsko-italsko-portugalském. Napsal obranu čínské misie, který byla vydána v Augsburgu namířenou proti kritikům, z nichž nejhlasitější byl Johann Lorenz von Mosheim. V roce 1768 se stal provinciálem východoasijské provincie Tovaryšstva Ježíšova.